# Seiki Ichihara
Pour les articles homonymes, voir Ichihara (homonymie).
Seiki Ichihara (市原 聖曠, Ichihara Seiki), était un footballeur et entraîneur japonais, né en 1949.

## Biographie
Seiki Ichihara est le sélectionneur de l'équipe du Japon féminine en 1981, lors de la Coupe d'Asie.